# Lubuk Ulang Aling
Lubuk Ulang Aling is een bestuurslaag in het regentschap Solok Selatan van de provincie West-Sumatra, Indonesië. Lubuk Ulang Aling telt 1470 inwoners (volkstelling 2010).